# Эвганеи
Эвганеи (лат. Euganei) — народ, проживавший на территории северной Италии между Адриатическим морем и Восточными Альпами, предположительно с эпохи позднего неолита (начало 2-го тысячелетия до н. э.) и до завоевания римлянами. 
По-видимому, эвганеи представляли собой доиндоевропейский автохтонный народ, родственный ингаунам (ветвь лигуров), о чём свидетельствует сходство имён собственных. По мнению Плиния Старшего, эвганеи были родственны таким народам, как камуны в Камонике, триумплины в Тромпие и стоны в Трентино.
Когда венеты в XII—XI веках до нашей эры вторглись на север Италии из неустановленного региона Европы, они достигли западной границы эвганеев и частично ассимилировали их.
Эвганеи были кочевым народом, который занимался охотой и собирательством. Освоив сельское хозяйство и скотоводство, они перешли к оседлому образу жизни, начали сооружать поселения из небольших хижин и домов на сваях, объединялись в племена. В античные времена владели металлообработкой.
Останки неолитических поселений говорят о примитивном образе жизни: обнаружены следы домов, но главным образом изделия из кости, кремня и терракотовые сосуды религиозного назначения.
Поселения эвганеев в основном обнаружены на холмах в окрестностях Падуи. Эвганеи спускались на равнины для проведения религиозных празднеств, в частности, около горячих источников, где они поклонялись различным богам, среди которых, вероятно, был Апонус, а позднее переняли культы венетов.